# Lémeré
Lémeré is een gemeente in het Franse departement Indre-et-Loire (regio Centre-Val de Loire). De plaats maakt deel uit van het arrondissement Chinon. De gemeente telde 414 inwoners op 1 januari 2022. In Lémeré staat het bekende Château du Rivau.

## Geografie
De oppervlakte van Lémeré bedroeg op 1 januari 2022 19,83 vierkante kilometer; de bevolkingsdichtheid was toen 20,9 inwoners per km².

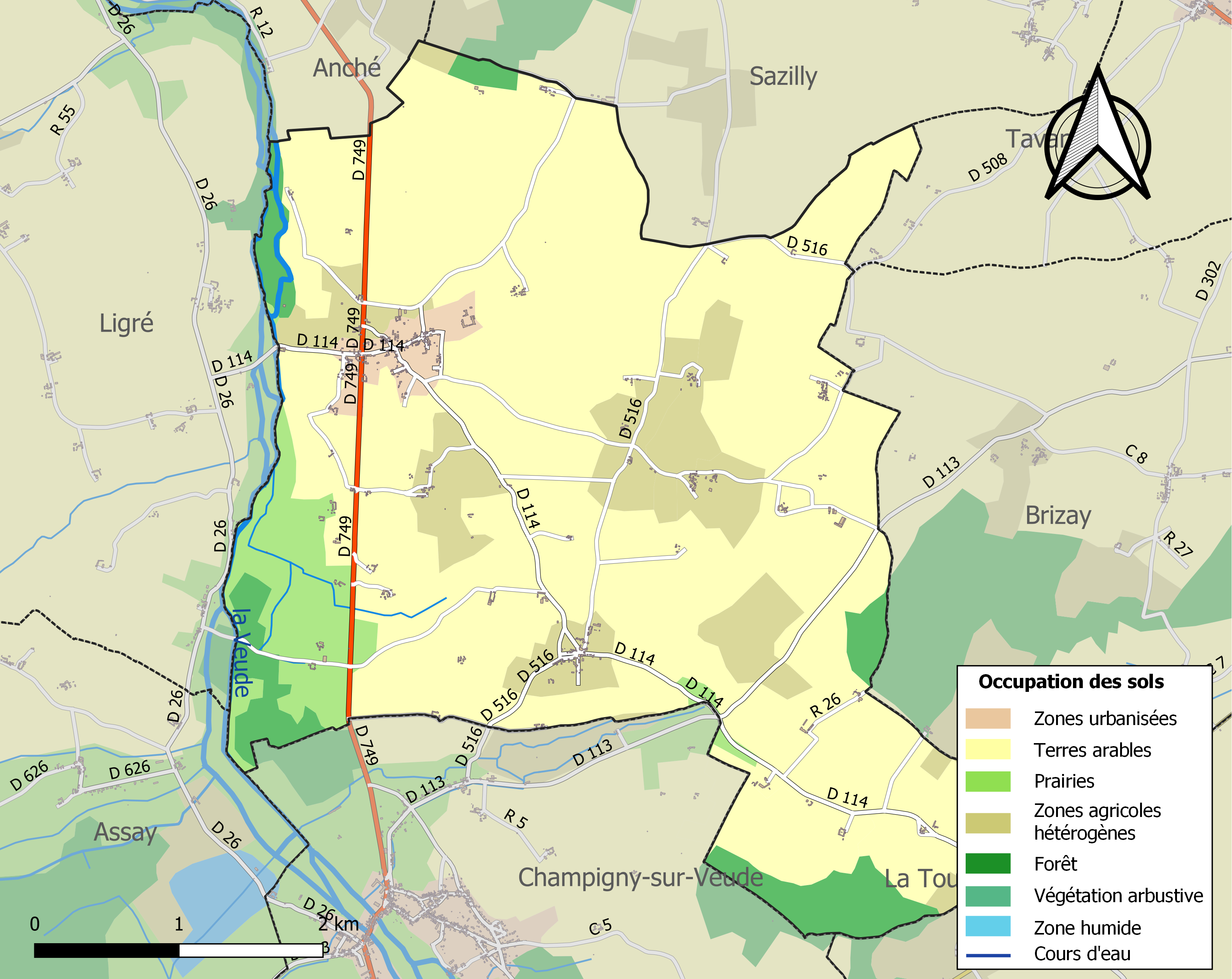
Kaart van de gemeente met belangrijkste infrastructuur, bodemgebruik en omliggende gemeenten

## Demografie
Onderstaande figuur toont het verloop van het inwonertal (bron: INSEE-tellingen).